# Institutioneller Anleger
Ein institutioneller Anleger (oder institutioneller Investor) ist ein Anleger, dessen Kapitalanlagen so hoch sind und/oder so häufig vorkommen, dass dafür ein in kaufmännischer Weise eingerichteter Geschäftsbetrieb erforderlich ist. Gegensatz ist der Privatanleger.

## Allgemeines
Im Wertpapierrecht und Anlegerschutz wird zwischen dem Privatanleger und dem institutionellen Anleger unterschieden. Privatanleger sind überwiegend natürliche Personen, während institutionelle Anleger zu den Unternehmen gehören. Diese Einteilung hat Rechtsfolgen im Hinblick auf die Anlageberatung.

## Rechtsfragen
Institutionelle Anleger gelten im Sinne des § 67 Abs. 2 WpHG als „professionelle Kunden“, bei denen Wertpapierdienstleistungsunternehmen davon ausgehen können, dass sie über ausreichende Erfahrungen, Kenntnisse und Sachverstand verfügen, um ihre Anlageentscheidungen selbst zu treffen und die damit verbundenen Risiken angemessen beurteilen zu können. Für professionelle Kunden ist ein Finanzinstrument geeignet, wenn es den Anlagezielen entspricht (geborene professionelle Kunden) oder den Anlagezielen und den finanziellen Verhältnissen (gekorene professionelle Kunden). Zu den institutionellen Anlegern gehören Kreditinstitute, Investmentgesellschaften, Versicherungen, Fonds, Hedgefonds, Pensionskassen, Stiftungen, Kirchen oder sonstige Nichtbanken wie Großunternehmen oder Schattenbanken sowie der Bund und die Länder als nationale Regierungen bzw. regionale Regierungen im Sinne des § 67 Abs. 2 Satz 2 Nr. 3 WpHG. In einigen Rechtssystemen werden solche institutionellen Anleger auch als Qualifizierte institutionelle Investoren bezeichnet.
In der in allen EU-Mitgliedstaaten gültigen Finanzmarktrichtlinie werden die institutionellen Anleger weiter unterteilt in professionelle Anleger und geeignete Gegenparteien. Geeignete Gegenparteien sind Anleger, die selbst die Befähigung besitzen, Anlagen zu emittieren, also Banken und entsprechende staatliche Stellen. Sie genießen nach der Finanzmarktrichtlinie fast keinen Anlegerschutz. Er beschränkt sich auf die Sicherung des Vertrauens in die Integrität und Fairness des Kapitalmarkts. Die übrigen institutionellen Anleger sind die professionellen Anleger. Ihr Schutzniveau liegt zwischen dem der Privatanleger und der geeigneten Gegenparteien. Die Banken müssen Richtlinien aufstellen, gemäß denen sie Anleger als professionelle Anleger behandeln, und diese Kriterien müssen dem gesetzlichen Mindeststandard nach § 67 Abs. 7 WpHG genügen. Konkrete praxistypische Voraussetzungen sind, dass der Anleger ein ausreichend hohes Wertpapiervermögen (mehr als 500.000 EUR), berufstypische Kenntnisse (mindestens ein Jahr Arbeit in einem einschlägigen Beruf oder gleichwertige Fähigkeiten) sowie hinreichende praktische Handelserfahrung besitzt (über die unmittelbar vorangehenden 12 Monate mindestens 10 Transaktionen pro Quartal, von denen jede einen Umsatz von mindestens 25.000 EUR hatte). Das Gesetz kennt geborene und gekorene professionelle Anleger. Erstere gelten von vornherein als professionell und müssen die Bank ausdrücklich um das höhere Schutzniveau eines Privatanlegers bitten, wenn sie dieses in Anspruch nehmen wollen. Letztere müssen hingegen erst ausdrücklich in die Einstufung einwilligen, bevor die Bank ihnen das Schutzniveau eines Privatanlegers entziehen darf. Insbesondere können Privatpersonen ihren Privatanlegerschutz nur verlieren, wenn sie zuvor ausdrücklich darin eingewilligt haben.

## Anlageziele
Auch für institutionelle Anleger gibt es drei Anlageziele mit gegenseitigen Zielkonflikten, nämlich Rendite, Sicherheit (Risiko) und Liquidität (Fungibilität). Dieses Magische Dreieck der Vermögensanlage ist dadurch gekennzeichnet, dass nicht alle drei Ziele gleichmäßig und im gleichen Ausmaß erfüllt werden können. Die Rendite signalisiert dem Anleger die Ertragskraft eines Anlageobjektes, während das Risiko aus der Gefahr besteht, ob und inwieweit der Anleger mit dem Verlust seines eingesetzten Kapitals rechnen muss. Eine hohe Rendite ist regelmäßig mit einem hohen Risiko verbunden. Die Liquidität sagt etwas darüber aus, wie schnell ein Anleger ohne Veräußerungsverluste die Anlage wieder in Geld umwandeln kann. Bei hoher Rendite und gleichzeitig hohem Risiko ist wiederum die Liquidität eingeschränkt. Die Anlageobjekte können je nach Erfüllbarkeit der Anlageziele in Risikoklassen eingeteilt werden. Risikoscheue Anleger ziehen Sicherheit und Liquidität vor, risikofreudige präferieren dagegen die Rendite und nehmen Risiken bewusst in Kauf. Die institutionellen Anleger bilden keine homogene Gruppe, denn sie weisen unterschiedliche Anlageziele auf. Während Hedgefonds bereit sind, sehr große Anlagerisiken auf sich zu nehmen, verfolgen Versicherungen eher risikoarme Anlagestrategien. Institutionelle Anleger verfolgen im Regelfall keine kurzfristigen, sondern mittelfristige oder meist langfristige Anlageziele.

## Anlagebeschränkungen
Viele institutionelle Anleger in EU-Mitgliedstaaten sind in der Wahl der Anlageobjekte, ihrem betragsmäßigen Umfang und ihrer Laufzeit nicht immer frei. Sie unterliegen gesetzlichen oder internen Anlagerichtlinien, die diese Anlageobjekte wegen Granularität, Klumpenrisiko und Risikodiversifizierung limitieren. So müssen Versicherungen (insbesondere Lebens- und Sachversicherungen, Pensionskassen und Sterbekassen) ihre Kapitalanlagen nach dem Grundsatz der unternehmerischen Vorsicht anlegen. Sie unterliegen den strengen Anlagegrundsätzen des § 124 VAG, der das Sicherungsvermögen abschließend aufzählt und in Verbindung mit § 2 AnlV mit Mischungs- und Streuungsvorschriften (§§ 3 und 4 AnlV) kontingentiert, wobei bestimmte Beitragsüberträge und versicherungstechnische Rückstellungen nicht überschritten werden dürfen. Investmentgesellschaften und Kapitalanlagegesellschaften dürfen Gelder nur nach dem Grundsatz der Risikomischung anlegen (u. a. §§ 110, 214 und 243 KAGB), worunter eine Risikodiversifizierung zu verstehen ist. Die betroffenen institutionellen Anleger sind in § 1 KAGB und Ausnahmen in § 2 KAGB aufgezählt. Ähnlich gehen auch Hedgefonds vor, wobei für Dachhedgefonds nach § 225 KAGB ebenfalls risikobegrenzende Anlagevorschriften vorhanden sind. Viele institutionelle Anleger, die nicht unter diese Anlagevorschriften fallen, wenden sie freiwillig an.
Weitere Anlagebeschränkungen ergeben sich für die institutionellen Anleger aus den Ratings der Anlageobjekte oder deren Emittenten durch Ratingagenturen. Kauf- und Verkaufsschwelle ist der zwischen AAA (bzw. Aaa) und BBB- (bzw. Baa3) liegende „investment grade“, der die Grenze wiedergibt, bis zu der ein Emittent oder eine Emission als kreditwürdig anzusehen ist. Liegen diese Ratingcodes unterhalb des „investment grade“, so dürfen institutionelle Anleger diese Anlageobjekte nicht erwerben, fallen die Ratings entsprechend, müssen sie diese Anlageobjekte verkaufen.

## Abgrenzung zu anderen Anlegertypen
Die verschiedenen Anlage- und Handelsstrategien können den Marktteilnehmern wie folgt zugeordnet werden:
| Marktteilnehmer                 | Strategie                                                           | Planungshorizont                      | Strategiemittel               |
| ------------------------------- | ------------------------------------------------------------------- | ------------------------------------- | ----------------------------- |
| Privatanleger                   | Anlagestrategie: Vermögenserhöhung, Altersvorsorge                  | kurzfristig mittelfristig langfristig | buy and hold                  |
| institutioneller Anleger        | Anlagestrategie: Vermögenserhöhung Handelsstrategie: Gewinnmitnahme | mittelfristig / langfristig           | buy and hold Timing-Strategie |
| Arbitrageure/Spekulanten/Trader | Handelsstrategie: Gewinnmitnahme                                    | kurzfristig mittelfristig             | Timing-Strategie              |

Schwerpunkt bei Privatanlegern ist die mittel- und langfristige Kapitalanlage, Schwerpunkt bei Arbitrageuren/Spekulanten/Tradern ist die kurzfristige (Extremfall tägliche beim Daytrading) Gewinnmitnahme. Privatanleger sind an den Marktdaten der Anlageobjekte interessiert (insbesondere Anlageklasse, Börsenkurs, Emittent, Fälligkeit, Laufzeit oder Zinssatz), Arbitrageure/Spekulanten/Trader benutzen die Anlageobjekte lediglich als Vehikel für die Gewinnmitnahme.